# Toma Petre Ghițulescu
Toma Petre Ghițulescu (n. 29 iunie 1902, Giurgiu, județul Vlașca – d. 26 noiembrie 1983) a fost un inginer și geolog român, profesor universitar și unul dintre întemeietorii cercetării geofizice din România.

## Date biografice
A absolvit în 1925 - după studii strălucite - Secția de Mine a Școlii Politehnice din București, fiind angajat în același an ca inginer în secția de prospecțiuni a Institutului Geologic al României, unde a  desfășurat o muncă de pionierat în geofizica românească de prospecțiune. Împreună cu Iulian P. Gavăt, a fost autorul primei lucrări românești de prospecțiune gravimetrică, executată în anul 1928 pe masivul de sare din zona Călinești, comuna Florești, județul Prahova.
Prof. Ing. Toma Petre Ghițulescu a participat, în 1933, la o „masă rotundă” organizată de societatea minieră „Concordia”, ce a avut loc la Roșia Montană, pentru a se analiza oportunitatea exploatării în carieră a zăcământului aurifer Cetate. Opiniile au fost împărțite. Marele geolog Justin Andrei a declarat „România, ca țară care-și periclitează o regiune pentru un pumn de dolari, ar da un semnal de slăbiciune”. La urmă a luat cuvântul Toma Petre Ghițulescu, primul profesor universitar de geofizică la Politehnica din București. El a declarat următoarele: „de câteva decenii, drepturile românilor asupra Transilvaniei au fost puse la îndoială de către cercurile iredentiste. Să nu distrugem cu mâna noastră cele mai obiective dovezi asupra acestor drepturi sfinte”. Evident, în unanimitate, cercul de specialiști a respins proiectul distrugerii vestigiilor romane din dealul Cetate.
Toma Petre Ghițulescu a îndeplinit în perioada 4 aprilie 1941 - 26 mai 1941 funcția de subsecretar de stat la Ministerul Economiei Naționale pentru Aprovizionare. În 1949 au fost condamnate pentru crimă contra păcii, prevăzută de art. 2 lit a) și c) raportat la art. 4 din Decretul nr. 207/1948, mai multe persoane, care au îndeplinit diferite funcții în guvernul Guvernul Ion Antonescu (3), prezidat de Ion Antonescu, cărora nu li s-a aprobat recursul în anulare.
În acea perioadă, din anul 1941, a fost înființat Observatorul Geomagnetic Național Surlari „Liviu Constantinescu”, ca urmare a unui raport formulat de Sabba S. Ștefănescu, adnotat de Mircea Socolescu, avizat de directorul Institutului, Gheorghe Macovei, și susținut de inginerul de mine Toma Petre Ghițulescu.
În 1949, marele savant și patriot inginer Toma Petre Ghițulescu și-a riscat viața pentru ca planurile miniere din Munții Metaliferi să nu cadă în mâinile sovieticilor și ale fidelilor lor, securiștii români.
La 26 octombrie 1998, Curtea Supremă de Justiție l-a reabilitat pe Toma Petre Ghițulescu, fost subsecretar de stat în Guvernul Antonescu, admițîndu-se astfel recursul în anulare declarat de procurorul general împotriva sentinței din 1949, prin care politicianul a fost condamnat la închisoare, pentru crimă contra păcii. Având în vedere perioada relativ scurtă, atitudinea lui și faptul că el a părăsit guvernul, Curtea a reținut că activitatea lui nu întrunește elementele constitutive ale crimei contra păcii.
Fotografia din casetă este datată 1964, la vȃrsta de 62 ani.

## Activități extraprofesionale
A participat la Jocurile Olimpice de iarnă din 1928, de la la St. Moritz, Elveția, unde bobul de 5 persoane având ca echipaj pe Grigore Socolescu, Mircea Socolescu, Iulian P. Gavăt, Toma Petre Ghițulescu și Traian Nițescu a ocupat locul 7.

## Lucrări științifice
- Toma Petre Ghițulescu, Mircea Socolescu. Étude géologique et miniére des Monts Métallifères (Quadrilatére aurifére et régions environnantes), 1941
- Toma Petre Ghițulescu, Grigore Verdeș, Radu Chința. Zăcămintele de silicolite din bazinul neogen al Bradului (jud. Hunedoara), Stud. Cerc. Geol.-Geofiz.-Geogr., Ser. Geol., 13/1, pag. 67-76, București, 1968
- Virgil Ianovici, Dan Giușcă, Toma Petre Ghițulescu, M. Borcoș, Marcel Lupu, Marcian Bleahu, H. Savu. Evoluția geologică a Munților Metaliferi, Edit. Academiei Române, București, 1969
- Toma Petre Ghițulescu, N. Mihailovici, I. Folea, P. Rebreanu. Economie geologică minieră, Edit. Tehnică, București, 1971
- Toma Petre Ghițulescu, Iulian P. Gavăt. Începuturile prospecțiunii geofizice românești, Studii și cercetări de geofizică, Tomul 13, București, 1975
- Toma Petre Ghițulescu, D. Romanescu, G. Pitulea, Ioana Ghițulescu, Anca Georgescu, T. Nestianu. Études pétrogénétiques et pétromagnétiques dans la region de Baia de Arieș, Revue roumaine de géologie, géophysique et géographie, 1981